# П'єзодвигун
П'єзодвигун (Ультразвуковий двигун, Ультразвуковий мотор, П'єзомагнітний двигун, П'єзоелектричний двигун), (англ. USM — Ultra Sonic Motor, SWM — Silent Wave Motor, HSM — Hyper Sonic Motor, SDM — Supersonic Direct — drive Motor та ін) — двигун, у якому робочим елементом є п'єзоелектрична кераміка, завдяки якій він здатний перетворити електричну енергію у механічну з дуже великим ККД, що перевищує в окремих випадках 90 %. Це дозволяє отримувати унікальні прилади, в яких електричні коливання перетворюються в обертальний рух ротора, до того-ж, обертовий момент, що розвивається на валу такого двигуна настільки великий, що виключає потребу застосування механічного редуктора для підвищення обертового моменту. Так само даний двигун має випрямні властивості гладкого фрикційного контакту. Ці властивості проявляються і на звукових частотах. Такий контакт є аналогом електричного випрямного діода. Тому ультразвуковий двигун можна віднести до фрикційних електромоторів.

## Історія створення і застосування
1947 року було отримано перші керамічні зразки титанату барію і, вже з цього часу виробництво п'єзоелектричних двигунів стало теоретично можливим. Але перший такий двигун з'явився лише за 20 років. Вивчаючи п'єзоелектричні трансформатори у силових режимах, співробітник Київського політехнічного інституту В. В. Лавриненко виявив обертання одного з них у тримачі. Розібравшись у причині цього явища, він 1964 року створив перший п'єзоелектричний обертальний двигун, а відтак і лінійний двигун для приводу реле. За першим двигуном з прямим фрикційним контактом, він створює групи нереверсивних двигунів з механічним зв'язком п'єзоелемента з ротором через штовхачі. На цій основі він пропонує десятки конструкцій нереверсивних двигунів, що перекривають діапазон швидкостей від 0 до 10 000 об/хв і діапазон моментів обертання від 0 до 100 Нм. Використовуючи два нереверсивних двигуни, Лавриненко оригінально вирішує проблему реверсу. Інтегрально на валу одного двигуна він встановлює другий двигун. Проблему ресурсу двигуна він вирішує, збуджуючи кобертальні коливання в п'єзоелементі.
На десятиліття випереджаючи подібні роботи у країні та за кордоном, Лавриненко розробив практично усі основні принципи побудови п'єзоелектричних двигунів, не виключивши й можливість роботи їх у режимі генераторів електричної енергії.
Враховуючи перспективність розробки, Лавриненко спільно зі співавторами, що допомагали йому реалізувати його двигун, захищає численні авторські свідоцтва і патенти. У Київському Політехнічному інституті створюється галузева лабораторія п'єзоелектричних двигунів під керівництвом Лавриненка, організовується перше у світі серійне виробництво п'єзодвигунів для відеомагнітофона «Електроніка-552». У подальшому, серійно виробляються двигуни для діапроєкторів «Дніпро-2», кінокамер, приводів кульових кранів та інших. 1980 року видавництво «Енергія» друкує першу книгу про п'єзоелектричні двигуни, отже до них з'являється інтерес. Починаються активні розробки п'єзодвигунів у Каунаському політехнічному інституті під керівництвом проф. Рагульскіса К. М. Вишневський В. С., у минулому аспірант Лавриненка, виїжджає до Німеччини, де продовжує роботу з впровадження лінійних п'єзоелектричних двигунів на фірмі PHyzical Instryment. Поступове вивчення та розробка п'єзоелектричних двигунів, виходить за межі СРСР. У Японії та Китаї активно розробляються та впроваджуються хвильові двигуни, в Америці — надмініатюрні двигуни обертання.

## Конструкція

Ультразвуковий двигун має значно менші габарити і масу у порівнянні з аналогічним за силовими характеристиками, електромагнітним двигуном. Відсутність обмоток, вимочених в клейовому розчині, робить його придатним для використання в умовах вакууму. Ультразвуковий двигун має значний момент самогальмування (до 50 % від величини максимального обертального моменту) за відсутності напруги живлення за рахунок своїх конструктивних особливостей. Це дозволяє забезпечувати дуже малі дискретні кутові переміщення (від одиниць кутових секунд) без застосування будь-яких спеціальних заходів. Цю властивість пов'язано з квазінеперервним характером роботи п'єзодвигуна. Дійсно, п'єзоелемент, який перетворює електричні коливання у механічні, споживає не постійну, а змінну напругу резонансної частоти. У разі подачі одного або двох імпульсів, можна отримати дуже маленьке кутове переміщення ротора. Наприклад, деякі зразки ультразвукових двигунів, що мають резонансну частоту 2 МГц і робочу частоту обертання 0,2-6 об/сек, за подачі одиночного імпульсу на обкладки п'єзоелемента дадуть в ідеальному випадку кутове переміщення ротора в 1/9.900.000-1/330.000 від величини кола, тобто 0,13-3,9 кутових секунд.
Одним із серйозних недоліків такого двигуна є значна чутливість до потрапляння у нього твердих речовин (наприклад піску). З іншого боку, п'єзодвигуни можуть працювати у рідкому середовищі, наприклад у воді або у маслі.

## Принцип роботи лінійного п'єзодвигуна, працюючого на періодичному зачепленні

На «гнучкий» статор (тонка біморфна пластина, чим тонша пластина, тим більше амплітуда коливань і тим нижче частота резонансу) «подають» змінну напругу високої частоти, яке змушує його виробляти ультразвукові коливання, що формують механічну біжучу хвилю, яка і штовхає (зачіпляє) розташований поруч ротор. Під час руху ліворуч, штовхач — розклинює, а у разі руху праворуч — заклинює. На цьому принципі працюють усі п'єзоелектричні мотори зі штовхачами. Збільшуючи число штовхачів можна створювати мотори з величезними пусковими моментами.
Простота принципу складна в реалізації. І якщо звичайний електродвигун можна зробити практично «на коліні», ультразвукової двигун з високим ККД 80-90 % без складного обладнання не створити. Але якщо знехтувати ККД (отримаємо 50-60 %) ми можемо створити ультразвуковий двигун у домашніх умовах. Для цього як ротор можна взяти шарикопідшипник і притиснути до нього п'єзопластину з узгодженими розмірами.

## Принцип роботи обертального п'єзодвигуна, що працює за допомогою тертя

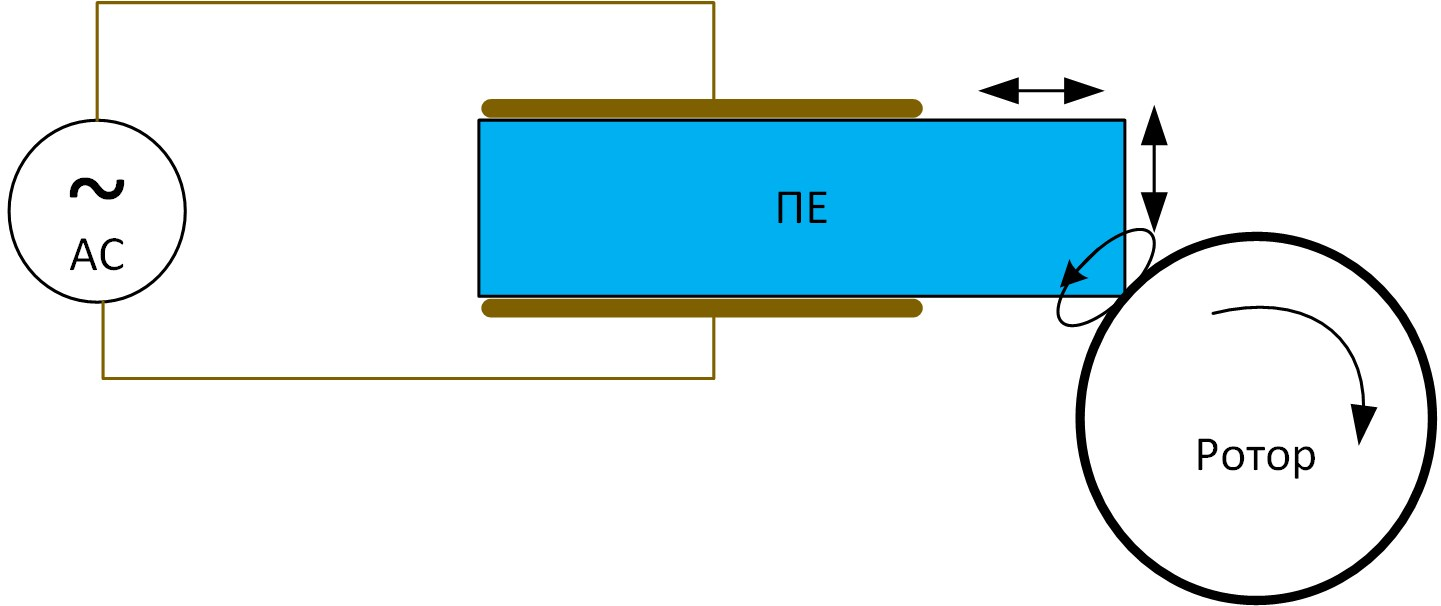
П'єзодвигун обертання

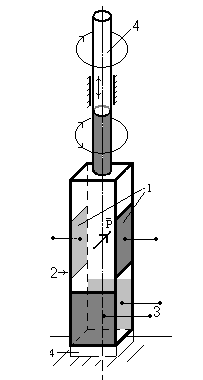
П'єзоелемент з двома парами електродів

В основі роботи п'єзоелектричних обертальних двигунів лежить принцип, згідно з яким всі точки п'єзоелементу, що входять в контакт з ротором, повинні рухатися за траєкторіями близькими до еліптичної. Для цього в п'єзоелементі одночасно збуджують два типи взаємно ортогональних коливань. Це може бути будь-яке поєднання взаємно поперечних поздовжніх, згинальних, зсувних й крутильних коливань. Важливим є лише те, що ці коливання не повинні бути механічно пов'язаними, тобто енергія з одного коливання не повинна переходити в інше коливання. Якщо коливання механічно незв'язані, то між ними можна отримати будь-який зсув фаз. А оптимальним для п'єзоелектричних моторів є зсув фази рівний 90 градусів. Проблему ресурсу Лавриненко вирішує таким способом: він використовує властивість нахиленої та притиснутої до гладкої поверхні пластини, змінювати зусилля притиску під час руху в одну і протилежну сторону.

## Переваги п'єзодвигунів
Однією з найбільш важливих переваг даного типу двигуна є те, що для будь-якої швидкості обертання можливий прямий привід. У конструктивному відношенні значно спрощується привід і у низці випадків істотно зростає ККД, який «з'їдає» редуктор. Саме ця властивість, дозволила розробляти приводи кульових кранів з будь-яким прохідним перетином та здійснити їх серійне виробництво.
За швидкодією, п'єзоелектричним моторам немає рівних. Це пов'язано з тим, що їх потужність не залежить від маси ротора, як це відбувається для електромагнітних моторів. За частки мілісекунди вони набирають потрібну швидкість і можуть конкурувати навіть з дорогими п'єзоелектричними актюаторами, наприклад, для паливних інжекторів.
Мінімальний крок п'єзомоторів може становити тисячні частки кутової секунди. На їх основі створюються напрямні для мікроскопів, що працюють у нанометровому діапазоні. Для побутових низькообертових приладів, через відсутність редуктора, вони безшумні і не виділяють запаху від підгорілих обмоток, яких у них немає. Загальмованість ротора у відключеному стані, пластичність форми, здатність інтегрально вписуватися у виріб, також бувають корисними.
П'єзоелектричні мотори можуть повністю виготовлятися з немагнітних матеріалів. Деякі з них можуть працювати в умовах високих температур (аж до 300 градусів Цельсія), у вакуумі, у сильних магнітних полях, в умовах підвищеної радіації, за занурення у воду чи мастило.

## Застосування
Ультразвуковий двигун може з успіхом використовуватися у тих областях техніки, де потрібно досягнення мінімальних кутових і лінійних переміщень. Наприклад, в астрономії, у космічних дослідженнях, де потрібне точне орієнтування за досить малими об'єктами (зірками); у прискорювачах заряджених частинок, де треба утримувати пучок у заданих геометричних координатах; у наукових дослідженнях у разі вивчення кристалографічної структури (орієнтування головки гоніометра); у робототехніці тощо.
На основі п'єзоелектричних моторів розроблялися: приводи антен і камер спостереження, електробритви, приводи ріжучого інструменту, стрічкопротяжні механізми, баштові вуличні годинники, низькообертові (2 об/хв) приводи рекламних платформ, електродрилі, приводи дитячих іграшок і рухливих протезів, стельові вентилятори, приводи роботів та інше.
Хвильові п'єзоелектричні мотори також використовуються в об'єктивах для одно-об'єктивних дзеркальних фотоапаратів. Варіації назви технології в таких об'єктивах різних виробників:
Canon — USM, UltraSonic Motor;
Minolta, Sony — SSM, SuperSonic Motor;
Nikon — SWM, Silent Wave Motor;
Olympus — SWD, Supersonic Wave Drive;
Panasonic — XSM, Extra Silent Motor;
Pentax — SDM, Supersonic Drive Motor;
Sigma — HSM, Hyper Sonic Motor;
Tamron — USD, Ultrasonic Silent Drive, PZD, Piezo Drive.
У верстатобудуванні такі двигуни застосовуються для надточного позиціонування ріжучого інструменту.